# Roger Bannister
Roger Gilbert Bannister (ur. 23 marca 1929 w Harrow w Londynie, zm. 3 marca 2018 w Oksfordzie) – angielski lekkoatleta specjalizujący się w biegach średniodystansowych, neurolog.
W 1950 roku podczas mistrzostw Europy w Brukseli zdobył brązowy medal w biegu na 800 metrów. W 1952 roku podczas letnich igrzysk olimpijskich w Helsinkach wystąpił w finale biegu na 1500 metrów, ale ukończył go na czwartym miejscu.
W 1953 podczas meczu międzypaństwowego z Francją brytyjska sztafeta w składzie Chris Chataway, Bill Nankeville, Don Seaman i Roger Bannister ustanowiła wynikiem 16:41,0 rekord świata na dystansie 4 × 1 mila.
6 maja 1954 roku Roger Bannister jako pierwszy człowiek w historii przebiegł bieg na milę (1609 metrów) w czasie poniżej czterech minut (3:59,4). Kilka miesięcy później, jako reprezentant Anglii, zwyciężył w biegu na milę na igrzyskach Imperium Brytyjskiego i Wspólnoty Brytyjskiej, pokonując Australijczyka Johna Landy w jednym z najsłynniejszych biegów w historii, nazywanym cudowną milą ("The Miracle Mile"). Podczas mistrzostw Europy w Bernie 1954 zdobył złoty medal w biegu na 1500 m.
Złoty medalista mistrzostw kraju na różnych dystansach.
Po zakończeniu kariery sportowca Bannister został lekarzem. W 1975 roku królowa Elżbieta II nadała mu tytuł szlachecki.

## Rekordy życiowe
- bieg na milę – 3:58,8 (1954)